# Artem Sitak
Artem Sitak (russisch Артём Юрьевич Ситак ‚Artjom Jurjewitsch Sitak‘; * 8. Februar 1986 in Orenburg, Russische SFSR, Sowjetunion) ist ein ehemaliger russisch-neuseeländischer Tennisspieler.

## Karriere
Artem Sitak gewann auf der Challenger Tour insgesamt 15 Doppeltitel. Zur Saison 2011 wechselte er vom russischen zum neuseeländischen Verband. Auf der ATP Tour gewann er 2014 in Stuttgart seinen ersten Titel. Im Februar 2015 gewann er seinen zweiten Doppeltitel in Montpellier. Es folgten bis 2019 noch drei weitere Turniersiege, darüber hinaus stand er in acht weiteren Finals auf der ATP Tour. Am 7. Juni 2010 stand Sitak erstmals in den Top 200 der Doppel-Weltrangliste, seine beste Notierung erreichte er im September 2018 mit Platz 32. Im Januar 2024 beendete er nach seinem Heimturnier in Auckland seine Karriere.
Artem Sitak bestritt von 2011 bis 2023 insgesamt 21 Begegnungen für die neuseeländische Davis-Cup-Mannschaft. Er gewann sechs seiner zehn Einzelpartien, im Doppel gelangen ihm 12 Siege in 15 Partien. Sein Bruder Dmitri Sitak war ebenfalls Tennisprofi und trat für Russland an.

## Erfolge
| Legende (Anzahl der Siege)  |
| Grand Slam                  |
| ATP World Tour Finals       |
| ATP World Tour Masters 1000 |
| ATP World Tour 500          |
| ATP World Tour 250 (5)      |
| ATP Challenger Tour (15)    |

| ATP-Titel nach Belag |
| Hartplatz (1)        |
| Sand (1)             |
| Rasen (3)            |

### Doppel

#### Turniersiege

##### ATP World Tour
| Nr. | Datum           | Turnier       | Belag         | Partner           | Finalgegner                               | Ergebnis          |
| --- | --------------- | ------------- | ------------- | ----------------- | ----------------------------------------- | ----------------- |
| 1.  | 13. Juli 2014   | Stuttgart (1) | Sand          | Mateusz Kowalczyk | Guillermo García López Philipp Oswald     | 2:6, 6:1, [10:7]  |
| 2.  | 8. Februar 2015 | Montpellier   | Hartplatz (i) | Marcus Daniell    | Dominic Inglot Florin Mergea              | 3:6, 6:4, [16:14] |
| 3.  | 12. Juni 2016   | Stuttgart (2) | Rasen         | Marcus Daniell    | Oliver Marach Fabrice Martin              | 6:74, 6:4, [10:8] |
| 4.  | 21. Juli 2018   | Newport       | Rasen         | Jonathan Erlich   | Marcelo Arévalo Miguel Ángel Reyes Varela | 6:1, 6:2          |
| 5.  | 29. Juni 2019   | Antalya       | Rasen         | Jonathan Erlich   | Ivan Dodig Filip Polášek                  | 6:3, 6:4          |

##### ATP Challenger Tour
| Nr. | Datum              | Turnier         | Belag         | Partner               | Finalgegner                                | Ergebnis          |
| --- | ------------------ | --------------- | ------------- | --------------------- | ------------------------------------------ | ----------------- |
| 1.  | 28. September 2008 | Lubbock         | Hartplatz     | Roman Borvanov        | Alex Bogomolow Dušan Vemić                 | 6:2, 6:3          |
| 2.  | 6. Juni 2010       | Ojai            | Hartplatz     | Leonardo Tavares      | Harsh Mankad Izak van der Merwe            | 4:6, 6:4, [10:8]  |
| 3.  | 8. August 2010     | Peking          | Hartplatz     | Pierre-Ludovic Duclos | Sadik Kadir Purav Raja                     | 7:64, 7:65        |
| 4.  | 6. Oktober 2013    | São Paulo       | Sand          | Roman Borvanov        | Sergio Galdós Guido Pella                  | 6:4, 7:63         |
| 5.  | 9. Mai 2014        | Rom             | Sand          | Radu Albot            | Andrea Arnaboldi Flavio Cipolla            | 4:6, 6:2, [11:9]  |
| 6.  | 19. Juli 2014      | Granby          | Hartplatz     | Marcus Daniell        | Jordan Kerr Fabrice Martin                 | 7:65, 5:7, [10:5] |
| 7.  | 16. August 2015    | Aptos           | Hartplatz     | Chris Guccione        | Yuki Bhambri Matthew Ebden                 | 6:4, 7:62         |
| 8.  | 13. März 2016      | Puebla          | Hartplatz (i) | Marcus Daniell        | Santiago González Mate Pavić               | 3:6, 6:2, [12:10] |
| 9.  | 27. März 2016      | San Luis Potosí | Sand          | Marcus Daniell        | Santiago González Mate Pavić               | 6:3, 7:64         |
| 10. | 26. März 2017      | Guadalajara     | Hartplatz     | Santiago González     | Luke Saville John-Patrick Smith            | 6:3, 1:6, [10:5]  |
| 11. | 16. September 2017 | Stettin         | Sand          | Wesley Koolhof        | Aljaksandr Bury Andreas Siljeström         | 6:1, 7:5          |
| 12. | 6. April 2018      | Alicante        | Sand          | Wesley Koolhof        | Guido Andreozzi Ariel Behar                | 6:3, 6:2          |
| 13. | 5. September 2020  | Ostrava         | Sand          | Igor Zelenay          | Karol Drzewiecki Szymon Walków             | 7:5, 6:4          |
| 14. | 4. September 2021  | Saint-Tropez    | Hartplatz     | Antonio Šančić        | Romain Arneodo Manuel Guinard              | 7:65, 6:4         |
| 15. | 3. Juni 2023       | Little Rock     | Hartplatz     | Nam Ji-sung           | Alexis Galarneau Nicolas Moreno de Alboran | 6:4, 6:4          |

#### Finalteilnahmen
| Nr. | Datum              | Turnier       | Belag         | Partner         | Finalgegner                             | Ergebnis          |
| --- | ------------------ | ------------- | ------------- | --------------- | --------------------------------------- | ----------------- |
| 1.  | 15. Februar 2015   | Memphis       | Hartplatz (i) | Donald Young    | Santiago González Mariusz Fyrstenberg   | 7:5, 6:71, [8:10] |
| 2.  | 26. April 2015     | Bukarest      | Sand          | Nicholas Monroe | Marius Copil Adrian Ungur               | 6:3, 5:7, [15:17] |
| 3.  | 30. Juli 2017      | Atlanta       | Hartplatz     | Wesley Koolhof  | Bob Bryan Mike Bryan                    | 4:6, 3:6          |
| 4.  | 24. September 2017 | Metz          | Hartplatz (i) | Wesley Koolhof  | Julien Benneteau Édouard Roger-Vasselin | 5:7, 3:6          |
| 5.  | 18. Februar 2018   | New York City | Hartplatz (i) | Wesley Koolhof  | Maks Mirny Philipp Oswald               | 4:6, 6:4, [6:10]  |
| 6.  | 4. März 2018       | São Paulo     | Sand (i)      | Wesley Koolhof  | Federico Delbonis Máximo González       | 4:6, 2:6          |
| 7.  | 6. Mai 2018        | Estoril       | Sand          | Wesley Koolhof  | Kyle Edmund Cameron Norrie              | 4:6, 2:6          |
| 8.  | 3. März 2019       | Acapulco      | Hartplatz     | Austin Krajicek | Alexander Zverev Mischa Zverev          | 2:6, 7:64, [5:10] |